# 巴扬巴托·奥其尔巴特
巴扬巴托·奥其尔巴特（Bayanbatoryn Ochirbat，1920年—2015年）蒙古人民共和国外交官。

## 生平
奥其尔巴特生于1920年。早年毕业于乌兰巴托市马克思—列宁主义夜大学。1933年至1938年，在印刷局当排字工人。1938年至1950年，在蒙古人民共和国内务部任职。1950年10月调到蒙古人民共和国外交部工作，历任蒙古人民共和国外交部委员会委员及交际司司长等职。1953年，被蒙古人民共和国大人民呼拉尔主席团任命为驻中华人民共和国特命全权大使。1953年7月2日，蒙古人民共和国新任大使奥其尔巴特偕参赞斯林道尔吉、一等秘书普尔布扎勒、二等秘书艾林清苏诺木、三等秘书古尔斯德，向中华人民共和国中央人民政府主席毛泽东呈递国书。
1956年3月28日，中华人民共和国副主席朱德乘专车抵达蒙古人民共和国首都乌兰巴托。当天下午，朱德及随行人员在中国驻蒙古大使何英陪同下，敬谒苏赫巴托尔和乔巴山的陵墓并献花圈。蒙方陪同谒陵的有蒙古大人民呼拉尔主席团副主席泽狄布、秘书长沙拉普，代理外交部长拉布丹，外交部交际司司长罗布桑楚勒图姆，蒙古驻中国大使奥其尔巴特。